# Otoxha
Otoxha ist ein Ort im Toledo District von Belize. 2010 hatte der Ort 262 Einwohner, hauptsächlich Angehörige des Volkes der Kekchí.

## Name
Der Name Otoxha kommt aus der Kekchí-Sprache (Kôtoxha) und bedeutet in etwa: „Strom, der sich windet“.

## Geografie
Der Ort liegt weit im Südwesten des Landes, nur wenige Kilometer von der Grenze zu Guatemala entfernt. Es gibt allerdings keine offizielle Straße in das Nachbarland. Südlich des Ortes verläuft der Temash River in wilden Mäandern. Im Westen liegt das Dorf Xpicilha (Xpisiljá) mit der Xpicilha Indian Reservation.
Der nächstgelegene Ort im Nordosten ist Corazon (Corazon Creek).

## Klima
Nach dem Köppen-Geiger-System zeichnet sich durch ein tropisches Klima mit der Kurzbezeichnung Af aus.

## Geschichte
Der Ort wurde 1924 gegründet. Die Straße wurde erst 1992 fertiggestellt. Im Ort gibt es eine eigene Grundschule.